# Dani Fehr
Daniel Fehr, sein Künstlername Artofdan (* 1970 in Romanshorn, Kanton Thurgau) ist ein Schweizer Designer und Akt- bzw. Porträtfotograf (Erotische Fotografie).

## Leben und Wirken
Schon in seiner Jugendzeit widmete Dani Fehr dem Zeichnen und Malen von Akten sein grosse Aufmerksamkeit und Interesse. Im Jahre 1984 erhielt er seine erste analoge Spiegelreflexkamera. Zunächst bildete er Landschafts- und Strassenszenen ab. Dann nach einer Schaffenspause, widmete er sich der weiblichen Aktfotografie. Ab dem Juni 2007 arbeitete er dann mit einer digitale Spiegelreflexkamera. Er arbeitet und fotografiert u. a. für Magazine wie dem Penthouse, Volo Magazine oder dem MetArt, aber auch für das Wochenmagazin Stern.
Wichtige Fotomodelle für seine Arbeiten sind u. a. Aleksandra Yun (* 1990) (Künstlername „Saju“), „Katya Clover“, Dominika Chybová (Künstlername „Dominika C“), „Helena“, „Berenice“, „Mango A“, „Natasha“, „Fabienne“, „Saryda“, „Kiki“, „Kristi“, „Arctica“, „Cassie“, „Desiree“ die sein umfangreiches Œuvre erst ermöglichten.

## Werke (Auswahl)
- Naked Dream Girls. Edition Reuss, 2014, ISBN 3-943105-29-6
- Saju fragile. 2013
- The best of 5 years. 2012
- Saju in bath with me. 2012
- Saju & Dominika C. 2013